# Sinagoga din Sadagura

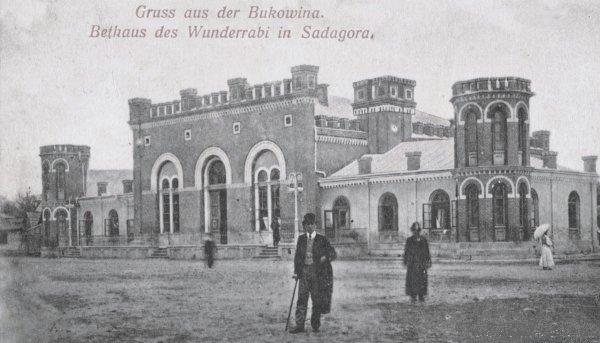
Cladirea sinagogii pe o carte poştală anterioară primului război mondial.

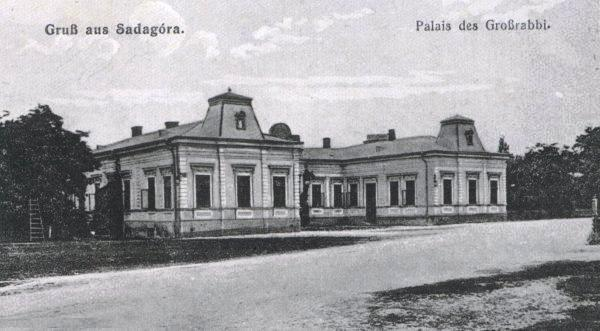
Casa rabinului.

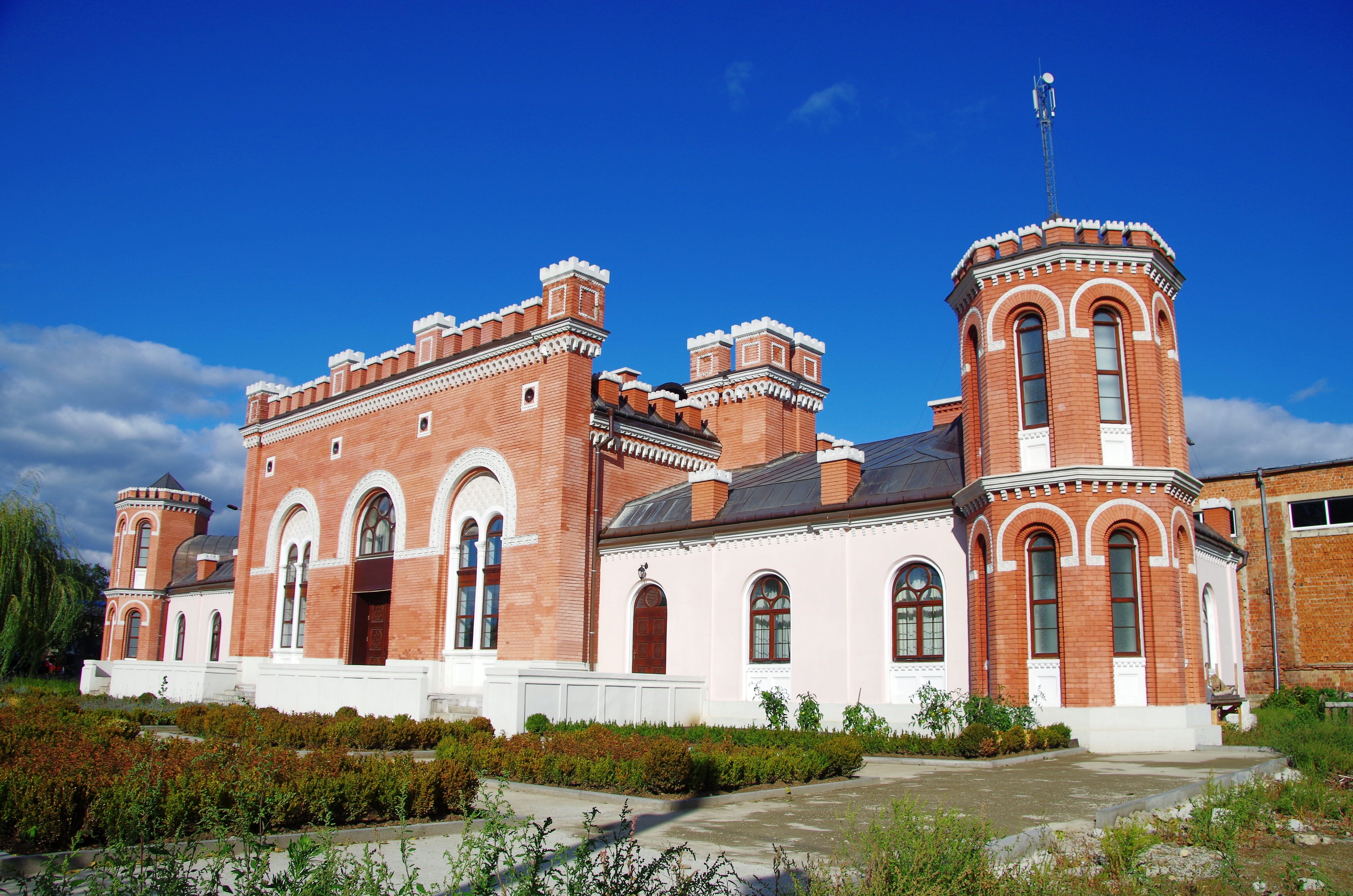
Sinagoga în 2019

Sinagoga din Sadagura (în poloneză Synagoga w Sadagórze, în idiș Sadigora kloyz și în ucraineană Cинагогa y Садгорi) este un lăcaș de cult evreiesc din orășelul Sadagura, astăzi cartier al orașului Cernăuți. 
A fost construită în anul 1842 de către rabinul Israel Friedman.